# Hawker Siddeley
Hawker Siddeley war eine britische Unternehmensgruppe, die vor allem durch den Flugzeugbau bekannt wurde. In den 1960er Jahren war das Unternehmen neben British Aircraft der bedeutendste Flugzeughersteller Großbritanniens. Im Jahr 1977 wurde Hawker Siddeley Teil der neu gegründeten staatlichen British Aerospace (BAe).

## Geschichte
Hawker Siddeley Aircraft Corporation Ltd. entstand 1935 durch Vereinigung von Hawker Aircraft mit dem Fahrzeug- und Motorenhersteller Armstrong Siddeley und dem Flugzeugbauer Armstrong Whitworth Aircraft. Im gleichen Jahr erwarb Hawker Siddeley zwei weitere Unternehmen, A.V. Roe & Company, kurz Avro, und Air Training Services. Die vereinigten Unternehmen setzten die Vermarktung ihrer eigenen Flugzeugmodelle unter jeweils eigenem Namen fort, die Herstellung wurde aber auf die gesamte Gruppe verteilt.
Während des Zweiten Weltkriegs war Hawker Siddeley eines der wichtigsten Rüstungsunternehmen Großbritanniens und stellte zahlreiche Flugzeugmodelle her, darunter die Hawker-Hurricane-Kampfflugzeuge, die durch die Luftschlacht um England bekannt wurden. Mit den Modellen Hawker Typhoon und Tempest baute die Firma die schnellsten Jagdflugzeuge auf britischer Seite, die eingesetzt wurden, um die deutschen V1-Marschflugkörper und Messerschmitt Me-262-Düsenjäger zu bekämpfen.
1945 erwarb Hawker Siddeley das Unternehmen Victory Aircraft aus Malton, Ontario, von der kanadischen Regierung und taufte es in A.V. Roe Canada, kurz Avro Canada, um. Während ihres Bestehens produzierte Avro Canada den Avro Jetliner, die CF-100 und die CF-105 Arrow. Nach dem Scheitern des Arrow-Projekts wurde A.V. Roe Canada 1962 aufgelöst, das Betriebsvermögen wurde auf die später ebenfalls aufgelöste Hawker Siddeley Canada übertragen. Das Eisenbahngeschäft der kanadischen Tochter ging an Bombardier Transportation.

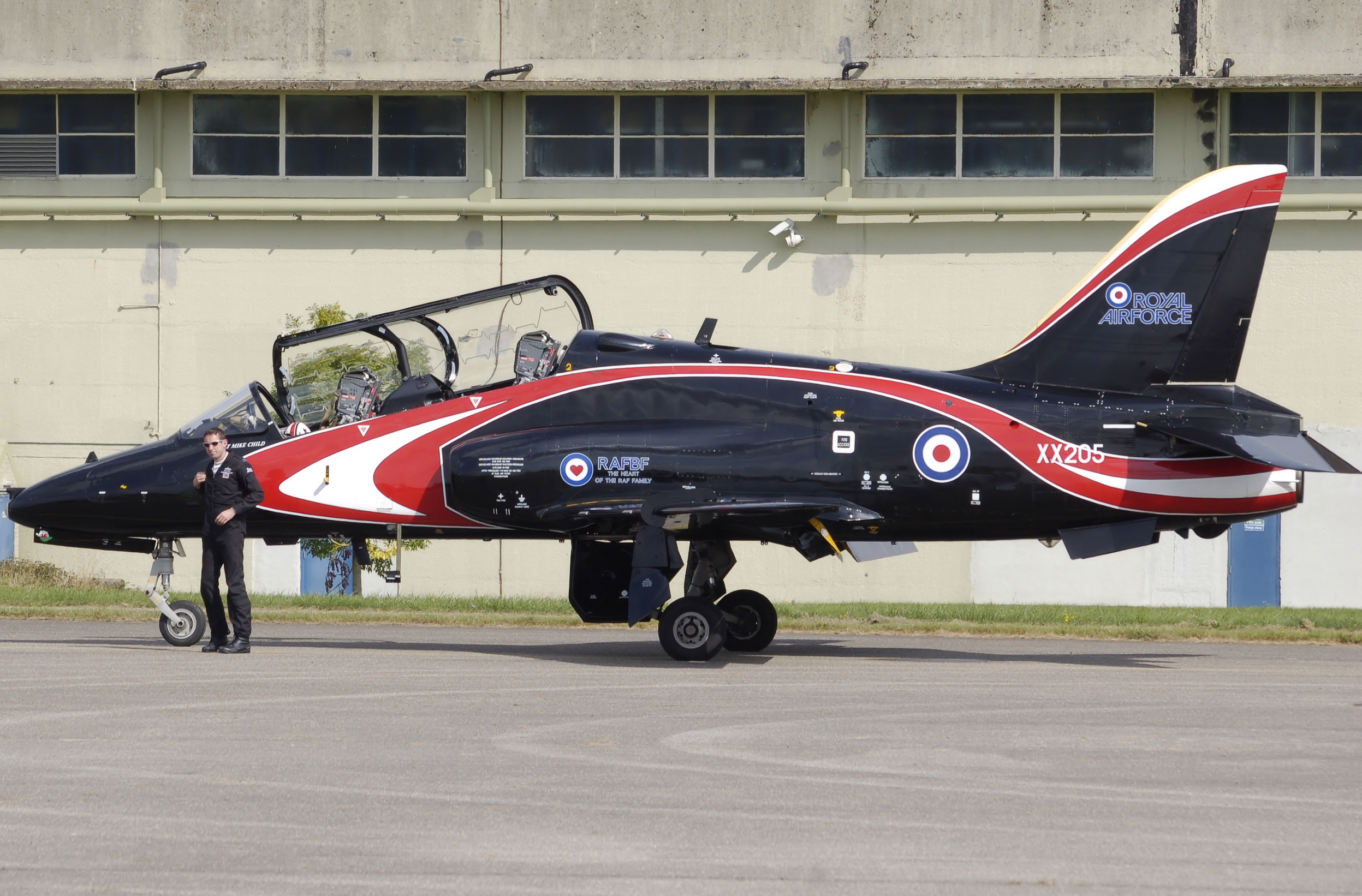
Royal Air Force Hawker Siddeley Hawk T.1A

### Nachkriegszeit
1948 wurde das Unternehmen in Hawker Siddeley Group umbenannt. Die Flugzeugsparte hieß von nun an Hawker Siddeley Aviation (HSA) und der Lenkwaffen- und Raumfahrtsektor Hawker Siddeley Dynamics (HSD). Im Jahr 1959 entstand Bristol Siddeley durch die Vereinigung der Flugmotorenhersteller Armstrong Siddeley und Bristol Aero Engines.
In den späten 1950er Jahren entschloss sich die britische Regierung, die Flugzeughersteller zu größeren Einheiten zusammenzuschließen, um deren Überleben trotz sinkender Auftragszahlen zu sichern. Daraus ergab sich die Regelung, dass die mit dem Staat abgeschlossenen Verträge auch Abkommen über Firmenzusammenschlüsse enthalten sollten. Daraufhin übernahm Hawker Siddeley 1959 Folland Aircraft, gefolgt von de Havilland Aircraft Company und Blackburn Aircraft im Jahr 1960.
Ab 1963 erhielten alle Firmenprodukte die neue Bezeichnung "Hawker Siddeley" oder "HS", die ursprünglichen Marken wurden fallengelassen. In dieser Zeit entwickelte das Unternehmen das erste einsatzfähige und bei weitem erfolgreichste VTOL-Düsenflugzeug Harrier. Dieses Flugzeug wurde bis in die 1990er Jahre hergestellt.

### Ausdehnung des Eisenbahngeschäfts
1957 übernahm Hawker Siddeley die Brush-Unternehmensgruppe, einen Hersteller von Lokomotiven und elektrischen Ausrüstungen. Zu den weiteren Erwerbungen gehörten der Ausrüster Westinghouse und der Motorenhersteller Mirrlees Blackstone. Im Jahr 1967 erwarb man mit Crompton Parkinson einen weiteren Hersteller von elektrischen Ausrüstungen und Motoren.

### Verstaatlichung der Luftfahrtindustrie
Am 29. April 1977 wurden die Hawker-Siddeley-Töchter Aviation und Dynamics aufgrund des Aircraft and Shipbuilding Industries Act verstaatlicht und mit British Aircraft Corporation (BAC) sowie Scottish Aviation zur British Aerospace, kurz BAe, vereinigt. Tatsächlich machten HSA und HSD zu dieser Zeit gerade einmal 25 Prozent des Geschäfts von Hawker Siddeley aus.
Die Auslands- und die Nicht-Luftfahrtsparten kamen 1980 zur Holdinggesellschaft Hawker Siddeley Group. In den 1980er Jahren wurde die Gruppe umstrukturiert, jetzt mit den Schwerpunkten Eisenbahn- und Signaltechnik, Industrieausrüstung und Fernmeldetechnik. Im Jahr 1992 wurde Hawker Siddeley Group aufgelöst und die einzelnen Sparten verkauft. Einige gingen in den Besitz von BTR Aerospace Group über.

### Hawker Siddeley nach 1992
1973 erwarb Hawker Siddeley das Elektronikunternehmen South Wales Switchgear. Im Jahr 1992 wurde die Firma in Hawker Siddeley Switchgear umbenannt. Zur Unternehmensgruppe gehört noch die australische Tochter Hawker Siddeley Switchgear Australia. Ein weiteres Unternehmen mit dem Traditionsnamen ist Hawker Siddeley Power Transformers.
1993 verkaufte BAe seine Geschäftsflugzeugsparte an den amerikanischen Konzern Raytheon, der sie 1994 mit Beech Aircraft zur neuen Raytheon Aircraft (anschließend bis 2013 Hawker Beechcraft) verschmolz.
Orenda Aerospace, Teil der Magellan Aerospace Corporation, ist der letzte verbliebene Nachfolger von Avro Canada/Hawker Siddeley Canada.

### Flugzeuge
- HS.125
- HS.748
- Andover
- Trident
- Kestrel (1964)
- Harrier (1966)
- P.1154
- Nimrod (1967)
- Vulcan, Bomber
- Hawk (1974)
- Buccaneer – Hawker Siddeley baute eine Reihe S Mk.2B Flugzeuge für die Royal Air Force
- Gnat
- Hawker Hunter

### Lenkwaffen
- Blue Steel
- Firestreak
- Martel
- Hawker Siddeley Red Top
- Sea Dart
- Sea Slug